# Drive - Prendetelo vivo
Drive - Prendetelo vivo (Drive) è un film statunitense del 1997 diretto da Steve Wang.

## Trama
A San Francisco: in un futuro non troppo lontano, il misterioso Toby Wong arriva in città su una nave mercantile proveniente da Hong Kong, sfuggendosi dagli emissari della potente Leung Corporation, viene preso di mira da un gruppo di criminali capeggiati da Vic Madison, un boss nel luogo. Coinvolto, nel suo malgrado, nell'inseguimento, Malik Brody si lega indissolubilmente a Toby per aiutarlo a sgominare la banda.